# R1155

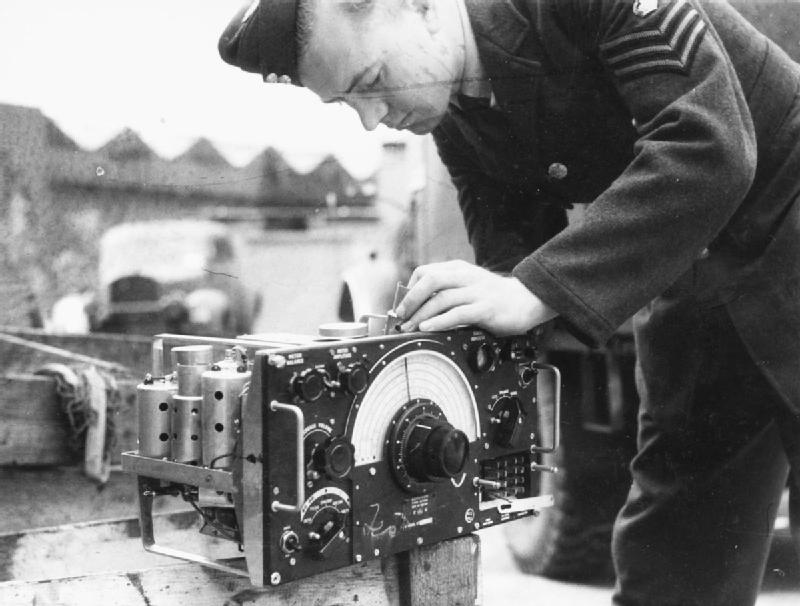
Überprüfung eines R1155 durch einen Techniker der RAF (um 1942)

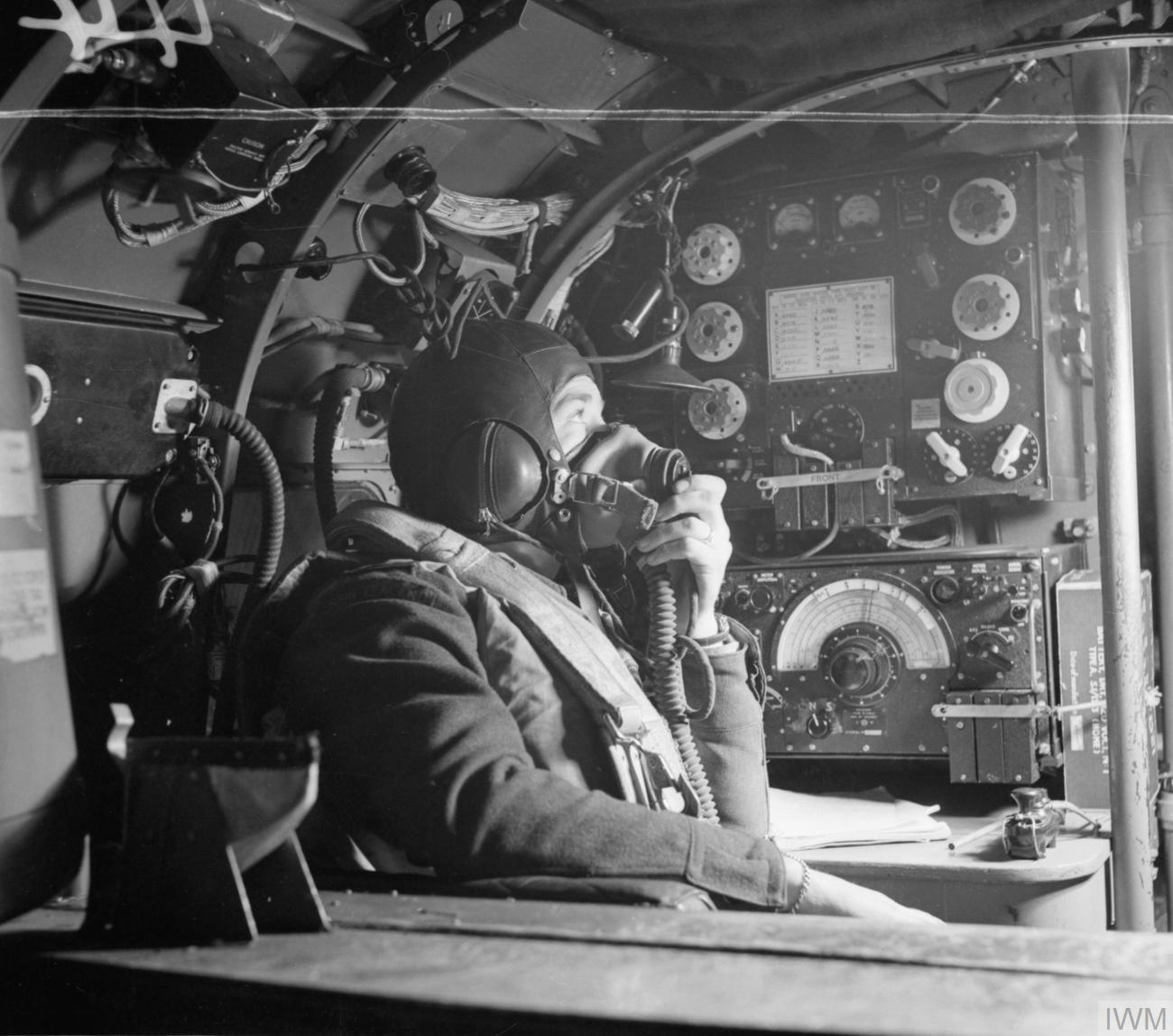
Im Hintergrund: R1155 unterhalb des dazugehörigen Senders T1154 an Bord eines Lancaster-Bombers (um 1943)

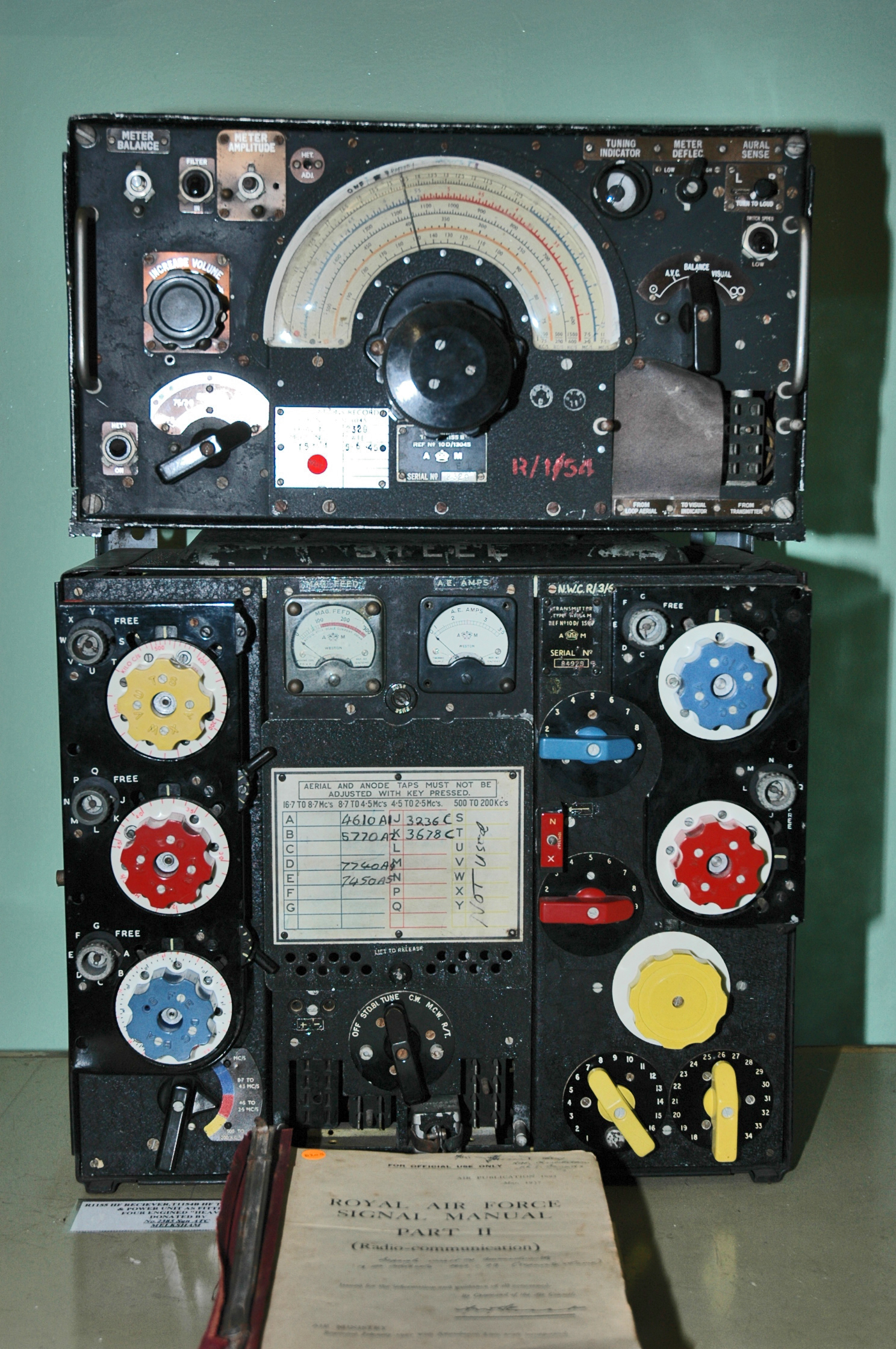
Museumsstücke: oben der R1155 und unten der T1154 (2007)

R1155 ist die Typbezeichnung eines historischen Funkempfängers, der während des Zweiten Weltkriegs von der Royal Air Force (RAF) als Bordempfänger auf ihren Bombenflugzeugen eingesetzt wurde.
Das Gerät war für den Empfang von Lang-, Mittel- und Kurzwellen geeignet. Mit acht umschaltbaren Frequenzbändern überstrich es den Bereich von 75 kHz bis 18,5 MHz, entsprechend etwa 16 bis 4000 m Wellenlänge. Hauptsächlich wurde es auf größeren Flugzeugen, wie Halifax, Lancaster, Sunderland und Wellington eingesetzt.
Der ursprünglich im Jahre 1939 von Marconi entwickelte Überlagerungsempfänger wurde während des Krieges von unterschiedlichen Herstellern gebaut, darunter EKCO, EMI und Plessey. Die äußeren Abmessungen (L×B×H) betragen etwa 238 mm × 418 mm × 289 mm.
Im Laufe der Zeit entstanden diverse Modellvarianten, die sich durch technische Details, wie spezielle Bandpass- oder Bandsperrfilter, unterschieden, und anhand eines der Typbezeichnung nachgestellten Großbuchstabens zu erkennen waren, wie R1155A bis R1155N.
Nach dem Krieg bis in die heutige Zeit wurde der R1155 ein beliebter Empfänger für Funkamateure und ein begehrtes Sammlerstück.